# 2012년 하계 올림픽 인도네시아 선수단
2012년 하계 올림픽 인도네시아 선수단은 2012년 7월 27일에서 8월 12일까지 영국 런던에서 열린 2012년 하계 올림픽에 참가한 올림픽 인도네시아 선수단이다.

## 출전 선수
| 종목     | 남자 | 여자 | 전체 |
| -------- | ---- | ---- | ---- |
| 양궁     | 0    | 1    | 1    |
| 육상     | 1    | 1    | 2    |
| 배드민턴 | 5    | 4    | 9    |
| 펜싱     | 0    | 1    | 1    |
| 유도     | 1    | 0    | 1    |
| 사격     | 0    | 1    | 1    |
| 수영     | 1    | 0    | 1    |
| 역도     | 5    | 1    | 6    |
| 전체     | 13   | 9    | 22   |

## 같이 보기
- 올림픽 인도네시아 선수단